# Europa Cup (korfbal) 1968
De Europa Cup korfbal 1968 was de 2e editie van dit internationale korfbaltoernooi. 
Het deelnemersveld bestond uit 2 teams uit 3 landen, namelijk Nederland, België en het Verenigd Koninkrijk. Van elk deelnemend land werd 1 team in 1 poule geplaatst. Na een kleine poulefase volgden de finalewedstrijden.

## Deelnemers

### Poule A
| Club          | Plaats    |
| ------------- | --------- |
| Ons Eibernest | Den Haag  |
| ATBS          | Antwerpen |
| Mitcham       | Londen    |

### Poule B
| Club          | Plaats    |
| ------------- | --------- |
| AKC Blauw-Wit | Amsterdam |
| Scaldis       | Antwerpen |
| Bec           | Londen    |

## Het toernooi

### Poulefase-wedstrijden
Poule A
| Thuisploeg    |   | Uitploeg | Uitslag |
| ------------- | - | -------- | ------- |
| Ons Eibernest | - | Mitcham  | 6-0     |
| Ons Eibernest | - | ATBS     | 2-2     |
| ATBS          | - | Mitcham  | 6-1     |

Poule B
| Thuisploeg |   | Uitploeg | Uitslag |
| ---------- | - | -------- | ------- |
| Blauw-Wit  | - | Scaldis  | 6-0     |
| Blauw-Wit  | - | Bec      | 9-2     |
| Scaldis    | - | Bec      | 3-0     |

## Finales
| 5e&6e plaats |         |   |
|              |         |   |
|              | Bec     | 2 |
|              | Mitcham | 0 |

| 3e&4e plaats |         |   |
|              |         |   |
|              | ATBS    | 0 |
|              | Scaldis | 3 |

| Finale |               |   |
|        |               |   |
| A1     | Ons Eibernest | 0 |
| B1     | AKC Blauw-Wit | 3 |

| Kampioen EuropaCup 1968    |
| -------------------------- |
| AKC Blauw-Wit Eerste titel |

## Eindklassement
| Positie | Club          |
| ------- | ------------- |
| Goud    | AKC Blauw-Wit |
| Zilver  | Ons Eibernest |
| Brons   | Scaldis       |
| 4       | ATBS          |
| 5       | Bec           |
| 6       | Mitcham       |

1967 ·
1968 ·
1969 ·
1970 ·
1971 ·
1972 ·
1973 ·
1974 ·
1975 ·
1976 ·
1977 ·
1978 ·
1979 ·
1980 ·
1981 ·
1982 ·
1983 ·
1985 ·
1986 ·
1988 ·
1989 ·
1990 ·
1991 ·
1992 ·
1993 ·
1994 ·
1995 ·
1996 ·
1997 ·
1998 ·
1999 ·
2000 ·

2001 ·
2002 ·
2003 ·
2004 ·
2005 ·
2006 ·
2007 ·
2008 ·
2009 ·
2010 ·
2011 ·
2012 ·
2013 ·
2014 ·
2015 ·
2016 ·
2017 ·
2018 ·
2019 ·
2020 ·
2021 ·
2022